# الیس فریرا
 الیس فریرا (انگلیسی: Ellis Ferreira؛ زاده ۱۹ فوریهٔ ۱۹۷۰) یک تنیس‌باز اهل آفریقای جنوبی است.